# زومانا کامارا
زومانا کامارا (فرانسوی: Zoumana Camara‎؛ زادهٔ ۳ آوریل ۱۹۷۹) بازیکن سابق فوتبال اهل فرانسه است.
از باشگاه‌هایی که در آن بازی کرده‌است می‌توان به باشگاه فوتبال امپولی، باشگاه فوتبال اینتر میلان، باشگاه فوتبال لیدز یونایتد، باشگاه فوتبال المپیک مارسی، باشگاه فوتبال لانس، باشگاه فوتبال پاری سن ژرمن، باشگاه فوتبال سن-اتین، باشگاه فوتبال باستیا، و باشگاه فوتبال سن-اتین اشاره کرد.
وی همچنین در تیم ملی فوتبال فرانسه بازی کرده‌است.